# Xylotrechus retractus
Xylotrechus retractus là một loài bọ cánh cứng trong họ Cerambycidae.